# Jamesbrittenia namaquensis
Jamesbrittenia namaquensis är en flenörtsväxtart som beskrevs av O.M. Hilliard. Jamesbrittenia namaquensis ingår i släktet Jamesbrittenia och familjen flenörtsväxter. Inga underarter finns listade i Catalogue of Life.